# Mig välsigna, Jesus Krist
Mig välsigna, Jesus Krist är en psalm med text skriven 1745 av Charles Wesley och musik skriven av Franz Xaver Schnyder von Wartensee. Texten översattes till svenska 1862 och bearbetades 1919 och 1948.

## Publicerad i
- Psalmer och Sånger 1987 som nr 684 under rubriken "Att leva av tro - Efterföljd - helgelse".[1]